# Вільяр Лоор
Вільяр Лоор (ест. Viljar Loor; 1 жовтня 1953, Тарту — 22 березня 2011, Таллінн) — естонський радянський волейболіст, після завершення кар'єри підприємець.

## Життєпис
Народжений 1 жовтня 1953 році в м. Тарту (окупована СССР Естонія - т. зв. Естонська РСР). Батько — Валдур Лоор — теж займався спортом.
За час своєї ігрової кар'єри Вільяр виступав у «Калеві» з Маарду, талліннському «Калеві», московському ЦСКА, де й досяг найбільших успіхів на клубному рівні.

### Досягнення

#### У збірній
- переможець Олімпійських ігор: 1980
- чемпіон світу 1978, 1982
- чемпіон Європи 1975, 1977, 1979, 1981, 1983

#### У клубах
- чемпіон СССР